# Arab al-Bawati
Arab al-Bawati (arab. عرب البواطي) – nieistniejąca już arabska wieś, która była położona w Dystrykcie Beisan w Mandacie Palestyny. Wieś została wyludniona i zniszczona podczas I wojny izraelsko-arabskiej, po ataku sił żydowskiej Hagany w dniu 16 maja 1948 roku.

## Położenie
Arab al-Bawati leżała w północno-wschodniej części Doliny Bet Sze’an. Wieś była położona w depresji rzeki Jordan na wysokości -225 metrów p.p.m., w odległości 4 kilometrów na północny wschód od miasta Beisan. Według danych z 1945 roku do wsi należały ziemie o powierzchni 1064,1 ha. We wsi mieszkało wówczas 520 osób.
| własność gruntów | powierzchnia gruntów (hektary) |
| ---------------- | ------------------------------ |
| Arabowie         | 541,2                          |
| Żydzi            | 130,5                          |
| publiczne        | 392,4                          |
| Razem            | 1064,1                         |

| Rodzaj użytkowanych gruntów | Arabowie (hektary) | Żydzi (hektary) |
| --------------------------- | ------------------ | --------------- |
| uprawy nawadniane           | 222,5              | 30,9            |
| uprawy zbóż                 | 340,3              | 99,6            |
| nieużytki                   | 370,8              | -               |

## Historia
Brak informacji o dacie założenia wioski, jednak badania archeologiczne odkryły w tym miejscu pozostałości murów obronnych, fundamenty budynków i kamienie milowe z czasów rzymskich. W okresie panowania Brytyjczyków Arab al-Bawati była niewielką wsią, której mieszkańcy utrzymywali się z upraw zbóż.

Przyjęta 29 listopada 1947 roku Rezolucja Zgromadzenia Ogólnego ONZ nr 181 przyznała te tereny państwu żydowskiemu. Dzień po proklamacji niepodległości Izraela państwa arabskie rozpoczęły inwazję, wszczynając w ten sposób I wojnę izraelsko-arabską. Dolinę Bet Sze’an usiłowały zająć wojska irackie, które wdały się w bitwę o Geszer (15-17 maja 1948). Wieś Arab al-Bawati znajdowała się na południe od kibucu Geszer, u wejścia od północy do Doliny Bet Sze’an. Obawiając się możliwości wykorzystania wioski przez siły arabskie, podjęto decyzję o jej zniszczeniu. W dniu 16 maja 1948 roku żydowscy żołnierze (Brygada Golani) zajęli wieś Arab al-Bawati. Wszyscy jej mieszkańcy zostali wysiedleni (uciekli do Transjordanii), a następnie wyburzono domy.

## Miejsce obecnie
Teren wioski Arab al-Bawati pozostaje opuszczony, jednak jej pola uprawne zajął sąsiedni kibuc Chamadja. Palestyński historyk Walid Chalidi, tak opisał pozostałości wioski Arab al-Bawati: „Wszystkie domy wioski zostały zniszczone. Pozostają bazaltowe mury, wśród chwastów widać kwadratowe i okrągłe fundamenty budynków”.